# Coupe de France de football 1982-1983
 (juillet 2018).
Navigation
Coupe de France 1981-1982 Coupe de France 1983-1984
La Coupe de France 1982-1983 était la 66e édition de la coupe de France, et a vu le Paris Saint-Germain l'emporter sur le FC Nantes en finale, le 11 juin 1983.
Il s'agit de la deuxième Coupe de France remportée par le club de la capitale. Les joueurs parisiens conservent ainsi leur titre acquis en 1982.

## Résultats

### Trente-deuxièmes de finale
Les 32es de finale sont disputés sur terrains neutres.
| Division        | Club                     | Score               | Club                   | Division           | Lieu              |
| --------------- | ------------------------ | ------------------- | ---------------------- | ------------------ | ----------------- |
| Division 1 (D1) | AS Monaco FC             | 0 - 0 a.p., 5-4 tab | AS Cannes              | Division 2 (D2)    | Nice              |
| Division 1 (D1) | Toulouse FC              | 1 - 0               | Stade rennais FC       | Division 2 (D2)    | Redon             |
| Division 2 (D2) | Olympique de Marseille   | 2 - 1               | Limoges FC             | Division 2 (D2)    | Tarbes            |
| Division 2 (D2) | FC Martigues             | 2 - 1               | INF Vichy              | Division 3 (D3)    | Bellay            |
| DH (D5)         | CSFC Lorient             | 3 - 0               | UES Montmorillon       | Division 3 (D3)    | Vannes            |
| Division 1 (D1) | Olympique lyonnais       | 3 - 2               | FC Sochaux-Montbéliard | Division 1 (D1)    | Dijon             |
| Division 1 (D1) | RC Lens                  | 1 - 0 a.p.          | FCAS Grenoble          | Division 2 (D2)    | Valence           |
| Division 1 (D1) | Stade lavallois          | 2 - 0               | Nîmes Olympique        | Division 2 (D2)    | Alès              |
| Division 2 (D2) | Le Havre AC              | 3 - 1               | US Orléans             | Division 2 (D2)    | Rouen             |
| Division 1 (D1) | FC Girondins de Bordeaux | 4 - 0               | ES La Rochelle         | Division 3 (D3)    | Niort             |
| Division 1 (D1) | Brest Armorique FC       | 3 - 0               | Stade poitevin PEPP    | Division 3 (D3)    | Saumur            |
| Division 1 (D1) | SEC Bastia               | 0 - 0 a.p., 4-1 tab | SC Orange              | Division 3 (D3)    | Aix-en-Provence   |
| Division 2 (D2) | SC Abbeville             | 1 - 0               | US Dunkerque           | Division 2 (D2)    | Amiens            |
| Division 1 (D1) | FC Metz                  | 3 - 0               | Stade de Reims         | Division 2 (D2)    | Sedan             |
| Division 1 (D1) | AS Saint-Étienne         | 1 - 0               | AJ Auxerre             | Division 1 (D1)    | Paris             |
| Division 1 (D1) | FC Tours                 | 0 - 0 a.p., 3-0 tab | Chamois niortais FC    | Division 4 (D4)    | Limoges           |
| Division 3 (D3) | Racing Paris 1           | 2 - 0               | ES Viry-Châtillon      | Division 2 (D2)    | Corbeil           |
| Division 4 (D4) | Avenir Neufchâteau       | 2 - 1               | AS Red Star            | Division 2 (D2)    | Épinal            |
| Division 1 (D1) | Paris Saint-Germain FC   | 2 - 0               | Entente Chaumont AC    | Division 3 (D3)    | Troyes            |
| Division 1 (D1) | AS Nancy-Lorraine        | 2 - 0               | CO Saint-Dizier        | Division 3 (D3)    | Châlons-sur-Marne |
| Division 1 (D1) | FC Nantes                | 1 - 0               | US Melun               | Division 3 (D3)    | Fontainebleau     |
| Division 1 (D1) | FC Mulhouse 1893         | 1 - 0               | US Tavaux-Damparis     | Division 3 (D3)    | Dole              |
| Division 1 (D1) | FC Rouen                 | 2 - 1 a.p.          | LB Châteauroux         | Division 2 (D2)    | Bourges           |
| Division 4 (D4) | US Baume-les-Dames       | 2 - 1 a.p.          | CF Dijon               | Division 3 (D3)    | Besançon          |
| Division 1 (D1) | RC Strasbourg            | 2 - 0               | CS Thonon-les-Bains    | Division 2 (D2)    | Annecy            |
| Division 2 (D2) | SC Toulon                | 2 - 1 a.p.          | FC Sète                | Division 3 (D3)    | Montpellier       |
| Division 3 (D3) | FC Yonnais               | 2 - 1               | AS Libourne            | Division 2 (D2)    | Bressuire         |
| Division 2 (D2) | EA Guingamp              | 1 - 0               | Angers SCO             | Division 2 (D2)    | Saint-Malo        |
| Division 3 (D3) | US Maubeuge              | 2 - 0               | Calais RUFC            | Division 3 (D3)    | Arras             |
| Division 2 (D2) | RC Paris                 | 2 - 1               | AC Cambrai             | PH (D6)            | Douai             |
| Division 1 (D1) | Lille OSC                | 2 - 0               | SC Hazebrouck          | Division 3 (D3)    | Dunkerque         |
| Division 3 (D3) | GFC Ajaccio              | 5 - 1               | Club franciscain       | DH Martinique (D5) | Saint-Ouen        |

### Seizièmes de finale
| Division        | Club                   | Aller | Total  | Retour              | Club                     | Division        |
| --------------- | ---------------------- | ----- | ------ | ------------------- | ------------------------ | --------------- |
| Division 1 (D1) | RC Lens                | 1 - 0 | 1 - 2  | 0 - 2               | FC Girondins de Bordeaux | Division 1 (D1) |
| Division 1 (D1) | FC Metz                | 1 - 1 | 1 - 4  | 0 - 3               | Brest Armorique FC       | Division 1 (D1) |
| Division 1 (D1) | AS Nancy-Lorraine      | 0 - 1 | 1 - 2  | 1 - 1               | Stade lavallois          | Division 1 (D1) |
| Division 1 (D1) | FC Mulhouse 1893       | 0 - 1 | 0 - 3  | 0 - 2               | AS Monaco FC             | Division 1 (D1) |
| Division 1 (D1) | SEC Bastia             | 0 - 1 | 0 - 2  | 0 - 1               | Lille OSC                | Division 1 (D1) |
| Division 2 (D2) | FC Martigues           | 3 - 0 | 3 - 3  | 0 - 3 a.p., 4-3 tab | AS Saint-Étienne         | Division 1 (D1) |
| Division 1 (D1) | FC Tours               | 3 - 0 | 4 - 2  | 1 - 2               | Olympique de Marseille   | Division 2 (D2) |
| Division 1 (D1) | Paris Saint-Germain FC | 2 - 0 | 2 - 1  | 0 - 1               | SC Abbeville             | Division 2 (D2) |
| Division 1 (D1) | Toulouse FC            | 1 - 1 | 2 - 2  | 1 - 1 a.p., 4-2 tab | Le Havre AC              | Division 2 (D2) |
| Division 3 (D3) | RC Paris               | 0 - 0 | 0 - 3  | 0 - 3               | Olympique lyonnais       | Division 1 (D1) |
| Division 3 (D3) | FC Yonnais             | 1 - 1 | 1 - 5  | 0 - 4               | FC Rouen                 | Division 1 (D1) |
| Division 3 (D3) | US Maubeuge            | 1 - 2 | 2 - 3  | 1 - 1               | RC Strasbourg            | Division 1 (D1) |
| Division 4 (D4) | US Baume-les-Dames     | 0 - 4 | 1 - 11 | 1 - 7               | FC Nantes                | Division 1 (D1) |
| Division 2 (D2) | SC Toulon              | 1 - 0 | 1 - 2  | 0 - 2               | GFC Ajaccio              | Division 3 (D3) |
| Division 4 (D4) | Avenir Neufchâteau     | 0 - 2 | 0 - 7  | 0 - 5               | Racing Paris 1           | Division 2 (D2) |
| DH (D5)         | CSFC Lorient           | 0 - 3 | 1 - 7  | 1 - 4               | EA Guingamp              | Division 2 (D2) |

### Huitièmes de finale
| Division        | Club                     | Aller | Total | Retour              | Club                   | Division        |
| --------------- | ------------------------ | ----- | ----- | ------------------- | ---------------------- | --------------- |
| Division 1 (D1) | FC Girondins de Bordeaux | 0 - 0 | 0 - 4 | 0 - 4               | FC Nantes              | Division 1 (D1) |
| Division 1 (D1) | RC Strasbourg            | 0 - 2 | 2 - 7 | 2 - 5               | Paris Saint-Germain FC | Division 1 (D1) |
| Division 1 (D1) | Brest Armorique FC       | 4 - 1 | 4 - 2 | 0 - 1               | AS Monaco FC           | Division 1 (D1) |
| Division 1 (D1) | FC Rouen                 | 2 - 1 | 2 - 1 | 0 - 0               | Toulouse FC            | Division 1 (D1) |
| Division 1 (D1) | FC Tours                 | 2 - 0 | 4 - 3 | 2 - 3               | Olympique lyonnais     | Division 1 (D1) |
| Division 1 (D1) | Stade lavallois          | 0 - 0 | 0 - 0 | 0 - 0 a.p., 2-4 tab | EA Guingamp            | Division 2 (D2) |
| Division 2 (D2) | FC Martigues             | 2 - 1 | 2 - 3 | 0 - 2               | Lille OSC              | Division 1 (D1) |
| Division 2 (D2) | Racing Paris 1           | 3 - 0 | 3 - 1 | 0 - 1               | GFC Ajaccio            | Division 3 (D3) |

### Quarts de finale
| Division        | Club               | Aller | Total | Retour | Club                   | Division        |
| --------------- | ------------------ | ----- | ----- | ------ | ---------------------- | --------------- |
| Division 2 (D2) | Racing Paris 1     | 2 - 2 | 2 - 3 | 0 - 1  | FC Nantes              | Division 1 (D1) |
| Division 1 (D1) | Brest Armorique FC | 2 - 1 | 2 - 3 | 0 - 2  | Paris Saint-Germain FC | Division 1 (D1) |
| Division 2 (D2) | EA Guingamp        | 1 - 1 | 2 - 4 | 1 - 3  | FC Tours               | Division 1 (D1) |
| Division 1 (D1) | Lille OSC          | 2 - 0 | 2 - 1 | 0 - 1  | FC Rouen               | Division 1 (D1) |

### Demi-finales
| Division        | Club                   | Aller | Total | Retour | Club      | Division        |
| --------------- | ---------------------- | ----- | ----- | ------ | --------- | --------------- |
| Division 1 (D1) | Lille OSC              | 0 - 1 | 1 - 2 | 1 - 1  | FC Nantes | Division 1 (D1) |
| Division 1 (D1) | Paris Saint-Germain FC | 4 - 0 | 7 - 3 | 3 - 3  | FC Tours  | Division 1 (D1) |

### Finale
| Entraîneur :     |
| Georges Peyroche |

| Entraîneur :         |
| Jean-Claude Suaudeau |

| Entraîneur :     |
| Georges Peyroche |

| Entraîneur :         |
| Jean-Claude Suaudeau |